# Avgrunden (musikgrupp)
Avgrunden var ett rockband som var verksamt i Malmö under förra hälften av 1970-talet och tillhörde  den progressiva musikrörelsen.
Flera av Avgrundens medlemmar var aktiva inom den politiska vänstern och deras texter hade en politisk underton, men till skillnad från många andra band under denna tid fanns också en poetisk ådra. De delade de flesta av musikrörelsens idéer och en av dessa var mångsidigheten i musiken – man behövde inte begränsa sig till en stil.  Deras enda album Nu närmar vi oss... (MNW 52P) spelades in i november 1974 och utgavs året därpå. Raimo Juntunen medverkade även i barnprogrammet Vilse i pannkakan med Staffan Westerberg (1975).

## Medlemmar
- Torbjörn Engström – elpiano, sång, flygel
- Raimo Juntunen – fiol, maracas, mandolin, munspel, sång
- Sven-Olof Lorentzen – klarinett
- Lars-Olof Nyström – basgitarr, basfiol
- Janos Szakacs – gitarr
- Thomas Åkermark – trummor

## Diskografi
Studioalbum
- Nu närmar vi oss... (1975)

Låtlista:
Sida A
1. Signaturen (0:58)
2. En annorlunda sommarvisa (3:37)
3. Datamaskin (3:16)
4. Skräckäventyr (6:04)
5. Skånehöst (4:22)
6. Gamsången (4:52)

Sida B
1. Mexico (6:24)
2. Aldrig i livet (3:23)
3. Avgrundlagen (2:51)
4. Självkritik (3:37)
5. Svenska gårdar (6:36)
6. Signaturen (en gång till) (1:01)